# Present (浅香唯のアルバム)
『Present』（プレゼント）は、浅香唯の1枚目のベスト・アルバム。1987年12月1日にマイカルハミングバードから発売された。

## 概要
デビュー曲「夏少女」から「虹のDreamer」までの全シングルA面8曲、「ふたりのMoon River」のB面「モダンボーイ白書」、風間三姉妹として発売した「Remember」、同曲の浅香唯ソロバージョン、さらには新曲「贈りもの」の全12曲で構成されている。
2010年7月7日に、ワーナーミュージック・ジャパンから紙ジャケットCDとして再発売され、収録音源には2010年24ビット最新デジタルリマスタリングが施されている。

## 収録曲

### LP

#### SIDE A
1. Remember（風間三姉妹）
作詞: 湯川れい子／作曲: 来生たかお／編曲: 中村哲
2. 夏少女
作詞: 三浦徳子／作曲: 小杉保夫／編曲: 大谷和夫
3. ふたりのMoon River
作詞: 三浦徳子／作曲: 小杉保夫／編曲: 矢野立美
4. モダンボーイ白書
作詞: 松井五郎／作曲: 中崎英也／編曲: 矢野立美
5. ヤッパシ…H!
作詞: 森雪之丞／作曲: 馬飼野康二／編曲: 馬飼野康二
6. 贈りもの
作詞: 沢ちひろ／作曲: 井上大輔／編曲: 大谷和夫

#### SIDE B
1. コンプレックスBANZAI!!
作詞: 神沢礼江／作曲: 三浦一年／編曲: 西本明
2. 10月のクリスマス
作詞: 森浩美／作曲: 吉実明宏／編曲: 若草恵
3. STAR
作詞: 有川正沙子／作曲: タケカワユキヒデ／編曲: 鷺巣詩郎
4. 瞳にSTORM
作詞: 湯川れい子／作曲: 井上大輔／編曲: 新川博
5. 虹のDreamer
作詞: 湯川れい子／作曲: 井上大輔／編曲: 新川博
6. Remember（浅香唯ソロバージョン）
作詞: 湯川れい子／作曲: 来生たかお／編曲: 中村哲

### CD
1. Remember
2. 夏少女
3. ふたりのMoon River
4. モダンボーイ白書
5. ヤッパシ…H!
6. 贈りもの
7. コンプレックスBANZAI!!
8. 10月のクリスマス
9. STAR
10. 瞳にSTORM
11. 虹のDreamer
12. Remember（浅香唯ソロバージョン）

### 紙ジャケットCD盤
1. Remember
2. 夏少女
3. ふたりのMoon River
4. モダンボーイ白書
5. ヤッパシ…H!
6. 贈りもの
7. コンプレックスBANZAI!!
8. 10月のクリスマス
9. STAR
10. 瞳にSTORM
11. 虹のDreamer
12. Remember（浅香唯ソロバージョン）

#### ボーナス・トラック
1. スケバン刑事III 主題歌メドレー（STAR〜瞳にSTORM〜虹のDreamer）
2. Remember (Power Up Mix)
3. Remember（オリジナルカラオケ）

## 関連作品
- 浅香唯大全集 THE COMPLETE BOX
- 紙ジャケットCD-BOX
- 浅香唯 30周年記念コンプリートBOX